# Ted Burgin
Edward „Ted“ Burgin (* 29. April 1927 in Bradfield; † 26. März 2019) war ein englischer Fußballtorhüter. Mit rund 1,70 Meter recht klein gewachsen, wurde er bei Sheffield United zu Beginn der 1950er-Jahre aufgrund seiner agilen Spielweise als „The Cat“ gerühmt und 1954 als Ersatzmann hinter Gil Merrick für die WM 1954 in der Schweiz in den englischen Kader nominiert. Dort kam er jedoch nicht zum Einsatz.

## Sportlicher Werdegang
Burgin spielte im Nachkriegsengland zunächst nur als Amateurfußballer für Alford Town, bevor er schriftlich beim Erstligisten Sheffield United um ein Probetraining bat. Dass er für einen Torhüter mit 1,70 Meter verhältnismäßig klein war, erwähnte er nicht und die ihm gebotene Chance konnte er anschließend dessen ungeachtet nutzen. Im März 1949 unterzeichnete er bei den „Blades“ einen Profivertrag und dank seiner Beweglichkeit, die ihm später den Spitznamen „The Cat“ einbrachte, eroberte er sich ab Ende November 1949 einen Stammplatz. Bis zum Beginn der Saison 1954/55 verpasste er nur drei von 200 Ligaspielen und in den Spielzeiten 1950/51, 1952/53 und 1953/54 war er „dauerpräsent“. Dabei verhalf er dem Team, das kurz nach seiner Verpflichtung in die Second Division abgestiegen war, über den Gewinn der Zweitligameisterschaft 1953 zur Rückkehr in die First Division.
Als stetige „Nummer 1“ von Sheffield United spielte sich Burgin in den Fokus englischer Auswahlteams und bereits 1951 reiste er mit einer Equipe des englischen Fußballverbands (FA) durch Australien. Auch für ein A-Länderspiel gegen Österreich 1953 wurde er als Ersatzmann nominiert. Auf einen Einsatz wartete er jedoch hier ebenso vergebens wie bei der anschließenden Weltmeisterschaft 1954, als er als Absicherung für Gil Merrick diente. Auch in der Folgezeit blieb ihm ein A-Länderspiel verwehrt, so dass es bei den zwei Partien für die B-Auswahl vor dem WM-Turnier gegen Westdeutschland (4:0 auf der Glückauf-Kampfbahn in Gelsenkirchen) und Jugoslawien (1:2) blieb. Die letzten Versuche beschränkten sich auf die Südafrikareise 1956 mit der FA. Zunehmende Verletzungsprobleme und der Abstieg 1956 mit Sheffield United sorgten dafür, dass Burgin seinen Platz zwischen den Pfosten an Alan Hodgkinson verlor, der darüber hinaus 1957 in der englischen Nationalmannschaft sein Debüt feierte. Im Dezember 1957 schloss sich Burgin schließlich für eine Ablösesumme von 3.000 Pfund dem Zweitligakonkurrenten Doncaster Rovers an.
Der Aufenthalt in Doncaster geriet zu einem kurzen Gastspiel. Burgin, der den zu Manchester United abgewanderten Harry Gregg ersetzen sollte, brach sich nach fünf absolvierten Ligaspielen das Schlüsselbein und nach seiner Genesung wechselte er im Tausch für Willie Nimmo zu Leeds United. In Leeds folgte er dem vormaligen Stammkeeper Royden Wood nach, aber die sportliche Entwicklung sah für ihn 1960 ein weiteres Mal einen Abstieg in die zweite Liga vor. Kurz darauf ersetzte ihn Trainer Jack Taylor durch Alan Humphreys und so trennten sich die Wege im Januar 1961. Nächste Station war der Viertligist AFC Rochdale. Dort blieb Burgin bis 1966 zwar nur noch die Bühne des unterklassigen Ligafußballs, aber mit dem Endspieleinzug 1962 des zum zweiten Mal ausgetragenen Ligapokals feierte er einen Achtungserfolg – im Halbfinale hatte sein Team dabei die Blackburn Rovers bezwungen. Die entscheidende Partie gegen Norwich City ging jedoch mit zwei Niederlagen (0:3; 0:1) deutlich verloren.
Ab dem Jahr 1966 arbeitete Burgin als Spielertrainer für Glossop North End. Spätere Stationen waren Oswestry Town, Wellington Town und Burton Albion.